# Simone Veil
Simone Veil (ur. 13 lipca 1927 w Nicei, zm. 30 czerwca 2017 w Paryżu) – francuska polityk i prawniczka, w latach 1974–1979 i 1993–1995 minister zdrowia, eurodeputowana I, II i III kadencji, w latach 1979–1982 przewodnicząca Parlamentu Europejskiego, członkini Rady Konstytucyjnej i Akademii Francuskiej. Była pierwszą osobą stojącą na czele PE wyłonionego w wyborach powszechnych.

## Życiorys
Simone Veil urodziła się w Nicei w rodzinie francuskich Żydów jako córka architekta André Jacoba i jego żony Yvonne z domu Steinmetz. Miała siostry Madeleine i Denise oraz brata Jeana. W czasie II wojny światowej w marcu 1944 została zatrzymana w łapance wraz z siostrą Madeleine i matką. Deportowano je najpierw do niemieckiego obozu koncentracyjnego Auschwitz-Birkenau, a następnie do Bergen-Belsen, gdzie Yvonne Jacob zginęła. Simone Veil z siostrą doczekały się wyzwolenia w styczniu 1945. Jej siostra Denise również przeżyła wojnę, jako uczestniczka ruchu oporu została aresztowana i zesłana do obozu koncentracyjnego Ravensbrück. Ojciec i brat znaleźli się w grupie blisko 900 Żydów, których w 1944 deportowano konwojem do Tallinna; okoliczności ich śmierci nie zostały ustalone.
Po powrocie do Francji ukończyła w Paryżu studia prawnicze. Uzyskała dyplom Instytutu Nauk Politycznych w Paryżu. W 1954 zdała wyższy egzamin urzędniczy. Obejmowała następnie różne stanowiska w strukturach podległych Ministerstwu Sprawiedliwości, zajmowała się m.in. administracją penitencjarną. Była członkinią gabinetu ministra René Plevena (1968–1968). W 1970 objęła funkcję sekretarza generalnego Najwyższej Rady Sądownictwa, a w 1972 znalazła się w dyrekcji agencji ORTF.
W maju 1974 prezydent Valéry Giscard d’Estaing powierzył jej stanowisko ministra zdrowia. Zajmowała je do lipca 1979, odpowiadając w międzyczasie także za ochronę socjalną (1977–1978) i sprawy rodziny (1978–1979). Urząd ten sprawowała wówczas w gabinecie, którym kierował Jacques Chirac, a także trzech rządach, na czele których stał Raymond Barre. Była drugą kobietą, która została ministrem w dziejach Francji (po Germaine Poinso-Chapuis mianowanej w 1947). Pełniąc tę funkcję, przyczyniła się do rozpowszechnienia dostępności środków antykoncepcyjnych oraz do uchwalenia w 1975 tzw. ustawy Veil wprowadzającej dopuszczalność przerywania ciąży na żądanie kobiety.
Dołączyła do Unii na rzecz Demokracji Francuskiej. W latach 1979–1993 wykonywała mandat eurodeputowanej I, II i III kadencji. Od lipca 1979 do stycznia 1982 była przewodniczącą pierwszego pochodzącego z wyborów powszechnych Parlamentu Europejskiego. W latach 1984–1989 przewodniczyła frakcji liberalnej w PE. W marcu 1993 powróciła do administracji rządowej, obejmując u premiera Édouarda Balladura stanowiska ministra stanu oraz ministra spraw społecznych, zdrowia i polityki miejskiej. Zajmowała jej do maja 1995.
W 1998 przewodniczący Senatu René Monory powołał ją w skład Rady Konstytucyjnej. Członkinią tego gremium była od marca tegoż roku do marca 2007. W latach 2000–2007 pełniła funkcję przewodniczącej Fondation pour la mémoire de la Shoah, fundacji zajmującej się m.in. upamiętnianiem ofiar Holocaustu. 20 listopada 2008 została powołana do Akademii Francuskiej na miejsce, które przed nią zajmował Pierre Messmer. W 2012 dołączyła do Unii Demokratów i Niezależnych.

## Odznaczenia i wyróżnienia
Odznaczona m.in. Legią Honorową I klasy oraz Orderem Narodowym Zasługi V klasy. Wyróżniona doktoratami honoris causa nadanymi przez kilkanaście uniwersytetów. W 1981 otrzymała Nagrodę Karola Wielkiego, w 2001 Medal „Zasłużony dla Tolerancji”, a w 2005 Nagrodę Księcia Asturii.

## Życie prywatne
Jej mężem był urzędnik państwowy Antoine Veil (1926–2013), którego poślubiła w 1946. Miała trzech synów: Jeana, Nicolasa, i Pierre'a-François, który był mężem Agnès Buzyn
Zmarła 30 czerwca 2017 w swoim paryskim domu. 1 lipca 2018 szczątki jej i jej małżonka zostały złożone w paryskim Panteonie; decyzja prezydenta Republiki Emmanuela Macrona w tej sprawie została poparta przez ponad 150 tysięcy osób.